# Groß Sankt Florian
Groß Sankt Florian est une municipalité dans la zone de Deutschlandsberg, dans le Land de Styrie, Autriche. Elle couvre un domaine d'environ 26 km2 et a une population d'environ 3000 personnes. Elle est située en Autriche méridionale, près de la Slovénie, et est approximativement à 35 kilomètres de Graz. Les attractions touristiques populaires dans ce secteur incluent l'église romane du XIe siècle et le musée de la protection contre les incendies.